# Theloderma asperum
Theloderma asperum là một loài ếch trong chi Theloderma. Đây là loài ếch nhỏ nhất của chi, có chiều dài hơn 3 cm. Màu sắc chính của màu đỏ nâu. Các mặt bên của con ếch bùn màu trắng với những đốm đỏ. Loài ếch này có đôi mắt đen đỏ. Loài ếch này có thể được tìm thấy từ Ấn Độ đến Việt Nam, mặc dù nó được nhìn thấy hiếm khi. Không có thông tin sinh học về con ếch, do người ta không bắt được con trưởng thành và 20 con ếch non bị bắt chết trong điều kiện nuôi nhốt. Sự chuyển hóa của những quả trứng kéo dài từ 8-10 ngày (ước tính). Hình thái nòng nọc kéo dài trong 56-70 ngày (ước tính).